# Qatar aux Jeux mondiaux de 2017
Cet article contient des informations sur la participation et les résultats du Qatar aux Jeux mondiaux de 2017 à Wrocław en Pologne.

## Médailles

### Or
| Sport             | Discipline | Sportifs |
| Médaille d'or : 0 |            |          |

### Argent
| Sport                 | Discipline | Sportifs |
| Médaille d'argent : 0 |            |          |

### Bronze
| Sport                  | Discipline       | Sportifs |
| Médaille de bronze : 1 |                  | |
| Beach handball         | Tournoi Masculin | Qatar- Sid Kenaoui - Mohab Mahfouz - Amir Denguir - Hadi Hamdoon - Anis Zouaoui (en) - Mutasem Mohamed - Ahmed Morgan - Mohamed Hassan - Mohsin Yafai - Hani Kakhi |